# Plants for a Future
Plants for a Future (PFAF) je veřejně dostupná online databáze pro všechny, kdo se zajímají o jedlé a užitkové rostliny se zaměřením na oblasti mírného pásma. Databáze je provozovaná mezinárodní nevládní neziskovou organizací. Organizace klade důraz na sběr informací o vytrvalých rostlinách.

## Cíle
PFAF je registrovaná charitativní organizace s cíli:
- podporovat vzdělávání veřejnosti propagací všech aspektů ekologicky udržitelného vegansko-bio zahradnictví a zemědělství s důrazem na stromy, keře a další vytrvalé druhy
- provádění výzkumu v tomto zahradnictví a zemědělství
- šíření výsledků tohoto výzkumu[2]

Webová stránka obsahuje online databázi více než 8 000 rostlin: 7 000 rostlin, které lze pěstovat v mírných oblastech a 1 000 rostlin v tropických oblastech.

## Historie
Databáze byla původně vytvořena Kenem Fernem, aby zahrnovala 1 500 rostlin, které pěstoval na místě určenému ke svému výzkumu o rozloze 113 312 m² v jihozápadní Anglii.
Od roku 2008 je databáze spravována správcem databáze zaměstnaným charitativní organizací Plants For A Future.

## Publikace
- Fern, Kene. Rostliny pro budoucnost: Jedlé a užitečné rostliny pro zdravější svět . Hampshire: Permanent Publications, 1997.
- Jedlé rostliny: Inspirativní průvodce výběrem a pěstováním neobvyklých jedlých rostlin. 2012
- Woodland Gardening: Navrhování nenáročné, udržitelné jedlé lesní zahrady. 2013.
- Jedlé stromy: Praktický a inspirativní průvodce od Plants For A Future o tom, jak pěstovat a sklízet stromy s jedlými a jinými užitečnými plodinami. 2013.
- Rostlinné potraviny: Průvodce potravou pro výběr a pěstování rostlin hors du commun. 2014.
- Jedlé trvalky: 50 nejlepších vytrvalých rostlin z Plants For A Future. 2015.
- Jedlé keře: 70+ nejlepších keřů z rostlin pro budoucnost
- Rostliny pro váš potravní les: 500 rostlin pro potravní lesy mírného pásma a permakulturní zahrady. 2021.